# 松島温泉 (熊本県)
松島温泉（まつしまおんせん）は、熊本県上天草市（旧天草郡松島町）にある温泉。
松島という場合、宮城県の日本三景・松島が有名であることから、観光PRなどでは多島海の景勝地・天草松島から名を取って天草松島温泉という表記を用い、旧肥後国・天草の温泉であることをアピールする場合が多い。

## 泉質
- ナトリウム - 塩化物泉
  - 源泉温度44℃

## 温泉街
雲仙天草国立公園内、「日本三大松島」とされる天草の松島に温泉街が広がり、旅館、ホテルは17軒存在する。
共同浴場は存在しないが、日帰り入浴施設・貸切湯が1軒、「やすらぎの湯　海ほたる」が存在する。

## 歴史
源泉開発は1979年に始まったが、当初は400mボーリングを実施したものの温泉法を満たした温泉は湧出しなかった。1981年に700mボーリングを実施して源泉温度36℃の温泉を開発、そして開湯した。1998年に高温源泉の開発を行い、1330mボーリングを実施して 現在の源泉温度44℃の源泉を開発した。

## アクセス
- 鉄道 : 三角線三角駅よりバスで約30分。または鹿児島本線熊本駅よりバスで約90分。